# Hestur

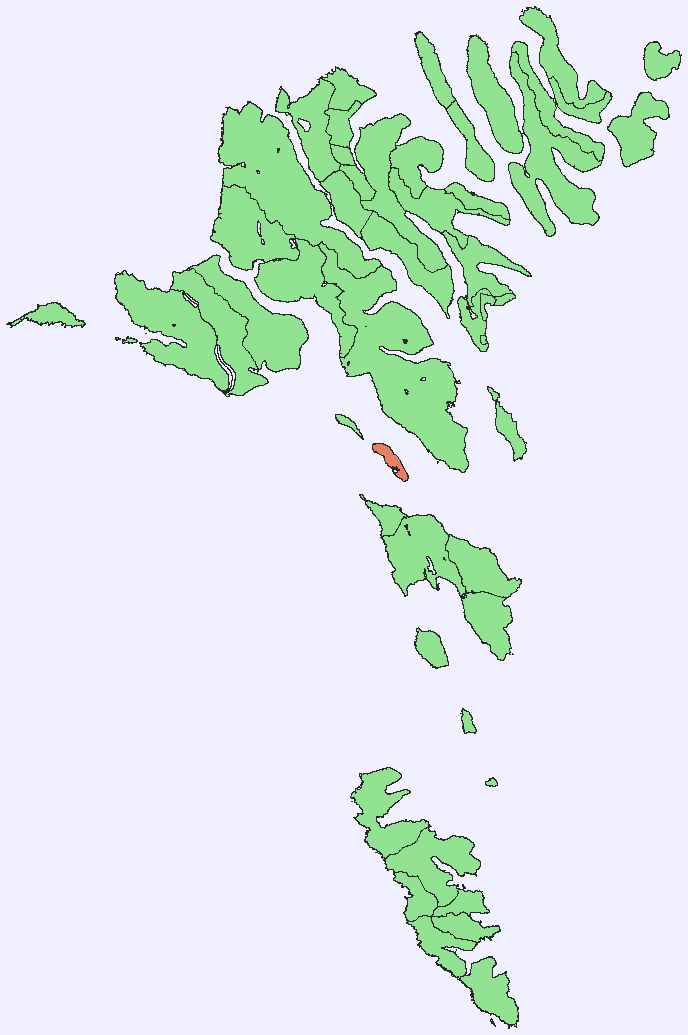
Lägeskarta

Hestur eller Hestoy (dansk namnform: Hestø; på svenska Hästö) är en ö i centrala Färöarna, belägen väster om Streymoy och söder om Koltur. Ordet hestur betyder "häst" på färöiska. Det högsta berget på ön är Eggjarrók. På den norra delen av ön finns fyra små sjöar, av vilka Fagradalsvatn är den största. På den sydligaste udden finns en fyr.
På Hestur finns en by med samma namn som har 43 invånare. Byn ligger på öns ostkust och har en perfekt vy över till Gamlarætt och Velbastaður på ön Streymoy. År 1919 omkom en tredjedel av Hesturs invånare i en fiskeolycka. I ett desperat försök att få folk att komma till ön byggdes en swimmingpool på ön. Den färdigställdes under några år med hjälp av volontärer från SCI (Service Civil International) och invigdes 1979. År 2005 slogs kommunen Hests ihop med Torshamns kommun.
Från Hestur går en färja över till Gamlarætt.

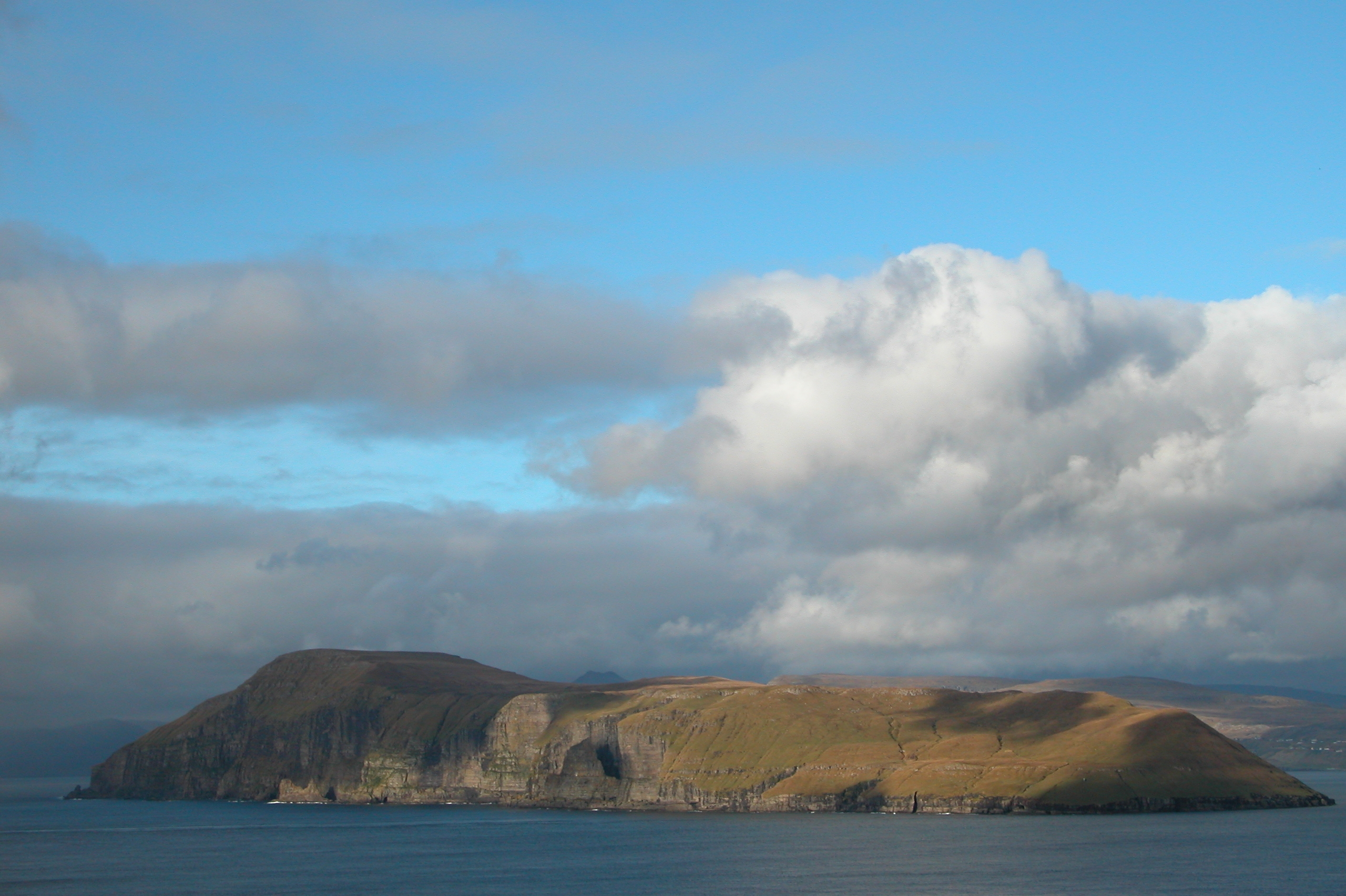
Hestur sett från Sandoy